# Johann Gottfried Eichhorn
Johann Gottfried Eichhorn (16. října 1752, Dörrenzimmern – 27. června 1827, Göttingen) byl německý protestantský teolog, osvícenec, historik, orientalista a biblista. Představitel tzv. göttingenské historické školy. Je považován za zakladatele moderní starozákonní kritiky.
Narodil se v Dörrenzimmernu, jež je dnes částí města Ingelfingen. Vystudoval na univerzitě v Göttingenu (1770–1774), byl žákem Johanna Davida Michaelise. V letech 1775–1788 byl profesorem orientálních jazyků na teologické fakultě univerzity v Jeně. Během působení v Jeně napsal své zásadní dílo Úvod do Starého zákona (Einleitung in das Alte Testament), které způsobilo průlom v chápání biblických knih (později stejně přistoupil i k Novému zákonu). Všechny nadpřirozené události ve Starém a Novém zákoně vysvětlil přírodními zákony a pověrami své doby. Zdůraznil, že většina biblických knih nemá jednoho autora. Zpochybnil též autorství řady biblických knih, například Mojžíšovo autorství Pentateuchu nebo Pavlovo autorství prvního a druhého listu Timoteovi a listu Titovi. Razil teorii o ztraceném původním aramejském evangeliu, ze kterého vycházeli všichni synoptičtí evangelisté. V roce 1776 založil první významný orientalistický časopis Repertorium für biblische und morgenländische Litteratur, který redigoval až do roku 1788. V roce 1788 byl zvolen řádným profesorem v Göttingenu, kde přednášel nejen orientální jazyky a exegezi Starého a Nového zákona, ale také politické dějiny. Jeho syn Karl Friedrich se stal slavným právníkem.

## Vybraná bibliografie
- Geschichte des Ostindischen Handels vor Mohammed (1775)
- De rei numariae apud arabas initiis (1776)
- Allgemeine Bibliothek der biblischen Literatur (1787–1801)
- Einleitung in das Alte Testament (1780–1783)
- Einleitung in das Neue Testament (1804–1812)
- Einleitung in die apokryphischen Bücher des Alten Testaments (1795)
- Commentarius in apocalypsin Joannis (1791)
- Die Hebr. Propheten (3 vols., Göttingen, 1816–1819)
- Allgemeine Geschichte der Cultur und Literatur des neuern Europa (1796–1799)
- Literargeschichte (1. díl – 1799, 2. díl – 1814)
- Geschichte der Literatur von ihrem Anfänge bis auf die neuesten Zeiten (1805–1812)
- Übersicht der Französischer Revolution (1797)
- Weltgeschichte (1819–1820)
- Geschichte der drei letzten Jahrhunderte (1817–1818)
- Urgeschichte des erlauchten Hauses der Welfen (1817).